# Iran ai Giochi della XVII Olimpiade
L'Iran partecipò ai Giochi della XVII Olimpiade che si sono svolti a Roma dal 25 agosto all'11 settembre 1960, con una delegazione di 23 atleti impegnati in cinque discipline per un totale di 26 competizioni. Portabandiera alla cerimonia d'apertura fu l'ex sollevatore di pesi Jafar Salmasi, vincitore di una medaglia di bronzo a Londra 1948.
Fu la quinta partecipazione di questo paese ai Giochi estivi. Furono vinte quattro medaglie: una d'argento e tre di bronzo.

## Medagliere

### Per discipline
| Sport              | Oro | Argento | Bronzo | Totale |
| ------------------ | --- | ------- | ------ | ------ |
| Lotta libera       | 0   | 1       | 1      | 2      |
| Lotta greco-romana | 0   | 0       | 1      | 1      |
| Sollevamento pesi  | 0   | 0       | 1      | 1      |
| Totale             | 0   | 1       | 3      | 4      |

### Medaglie
| Medaglia | Atleta             | Sport              | Evento             |
| -------- | ------------------ | ------------------ | ------------------ |
| Argento  | Gholam Reza Takhti | Lotta libera       | Pesi medio-massimi |
| Bronzo   | Mohamed Paziraie   | Lotta greco-romana | Pesi mosca         |
| Bronzo   | Ibrahim Seifpour   | Lotta libera       | Pesi mosca         |
| Bronzo   | Ismail Elm Khah    | Sollevamento pesi  | Pesi gallo         |